# Tetsuya Kanno
Tetsuya Kanno (菅野 哲也 Kanno Tetsuya?, nacido el 30 de agosto de 1989 en Chiba) es un futbolista japonés que se desempeña como centrocampista.

## Trayectoria

### Clubes
| Club               | País  | Año         |
| ------------------ | ----- | ----------- |
| Shonan Bellmare    | Japón | 2008 - 2009 |
| Zweigen Kanazawa   | Japón | 2010 - 2011 |
| SC Sagamihara      | Japón | 2012 - 2014 |
| AC Nagano Parceiro | Japón | 2015 - 2017 |

## Estadística de carrera

### J. League
| Club               | Año   | J. League | J. League | Copa J. League | Copa J. League | Total | Total |
| Club               | Año   | Part.     | Goles     | Part.          | Goles          | Part. | Goles |
| ------------------ | ----- | --------- | --------- | -------------- | -------------- | ----- | ----- |
| Shonan Bellmare    | 2008  | 0         | 0         | -              | -              | 0     | 0     |
| Shonan Bellmare    | 2009  | 0         | 0         | -              | -              | 0     | 0     |
| SC Sagamihara      | 2014  | 33        | 6         | -              | -              | 33    | 6     |
| AC Nagano Parceiro | 2015  | 17        | 2         | -              | -              | 17    | 2     |
| AC Nagano Parceiro | 2016  | 25        | 2         | -              | -              | 25    | 2     |
| AC Nagano Parceiro | 2017  | 9         | 0         | -              | -              | 9     | 0     |
| Total              | Total | 84        | 10        | 0              | 0              | 84    | 10    |